# Adoretus bernhardi
Adoretus bernhardi är en skalbaggsart som beskrevs av Frey 1970. Adoretus bernhardi ingår i släktet Adoretus och familjen Rutelidae. Inga underarter finns listade i Catalogue of Life.